# Západosibiřská lajka
Západosibiřská lajka (rusky: Laika Zapadno-Sibirskaia, anglicky: West Siberian Laika) je plemeno psa, pocházející z Ruska. Ve své domovině, na Uralu a na Západní Sibiři, je chována jako všestranný lovecký pes především k lovu velké zvěře a jako tažný saňový pes. Pojmenování Lajka je odvozeno od ruského slova лаять [lajať] = štěkat. Lajky totiž po nalezení zvěře hlasitě štěkají. Mimo lajky západosibiřské existují také lajky východosibiřské, ruskoevropské, jakutské a karelofinská.

## Popis

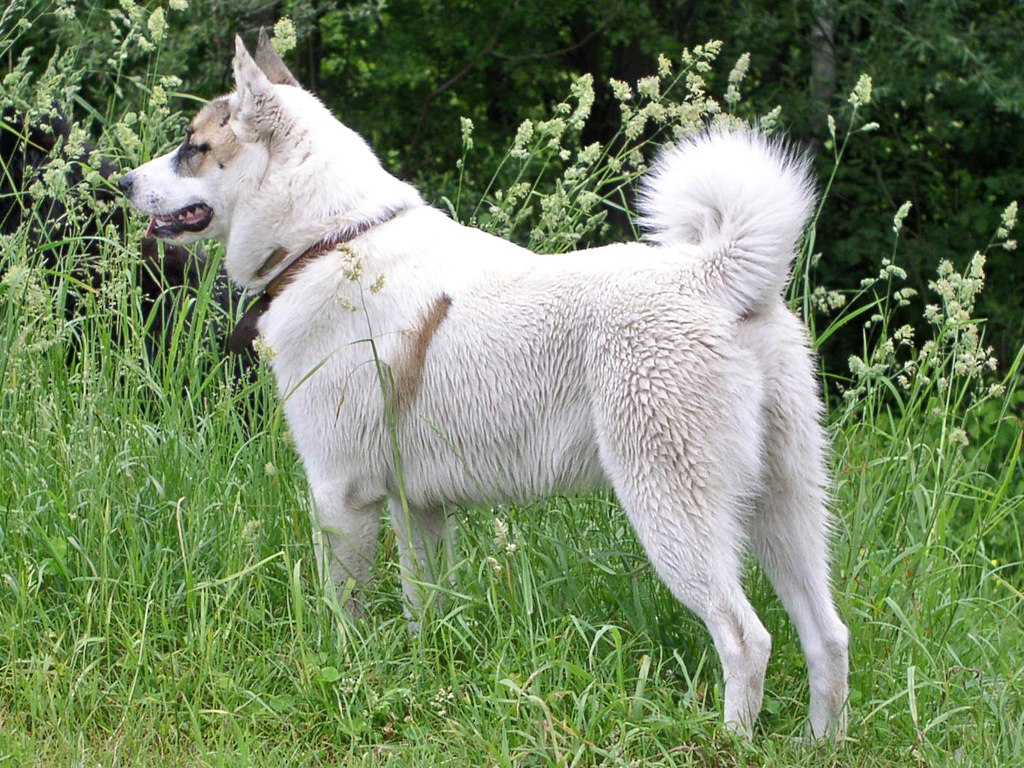

Je to středně velký až velký, silný a statný pes pevné konstituce, s jasně vyjádřeným pohlavním dimorfismem, psi jsou větší než feny, s vyjádřeným samčím výrazem. Formát těla je čtvercový, hřbet je rovný, s výrazným kohoutkem, bedra jsou krátká, záď mírně svažitá. Pevně zatočený ocas je vysoce nasazený a nesený nad hřbetem či nad bedry. Hrudník je prostorný, břicho mírně vtažené. Končetiny jsou dobře zaúhlené, tlapky mají oválný tvar, paspárky nejsou žádoucí. Hlava je suchá, klínovitého tvaru, s mírným stopem. Tlama je dlouhá, s dobře přiléhajícími pysky, žádoucí je kompletní chrup a nůžkový skus. Oči nejsou příliš velké, mají oválný tvar, jsou šikmo položené a poněkud hluboce posazené, hnědé nebo tmavě hnědé barvy. Uši jsou vysoko postavené, stojaté, trojúhelníkového tvaru.
Srst je patrová, skládá se z husté, vlnité podsady a drsné a rovné krycí srsti, která chrání před nepřízní počasí. Na obličeji, na uších a na končetinách je srst krátká, na těle je delší a tvoří límec a kalhoty, ocas je rovnoměrně bohatě osrstěný, bez tvorby vlajky. Přípustné zbarvení je šedé, pepř a sůl, bílé, červené a žluté ve všech odstínech a strakaté s plotnami uvedených barev.

### Povaha
Je to vyrovnaný, sebevědomý pes se silným loveckým pudem. Je temperamentní, poměrně rychle a velmi rád se učí, ale je to pes jednoho pána. Má sice rád jeho rodinu, ale příliš ji nerespektuje. K cizím lidem je odtažitý a nedůvěřivý, nikoliv však agresivní. Má velmi rád děti. Může být celoročně venku, avšak nesnese být dlouho sám, samota je mu nepříjemná.
Hodí se pro vyrovnaného člověka, nejlépe pro jednotlivce, který má zkušenosti s dominantními plemeny a umí se chovat jako „vůdce smečky“, kterého by západosibiřská lajka respektovala.

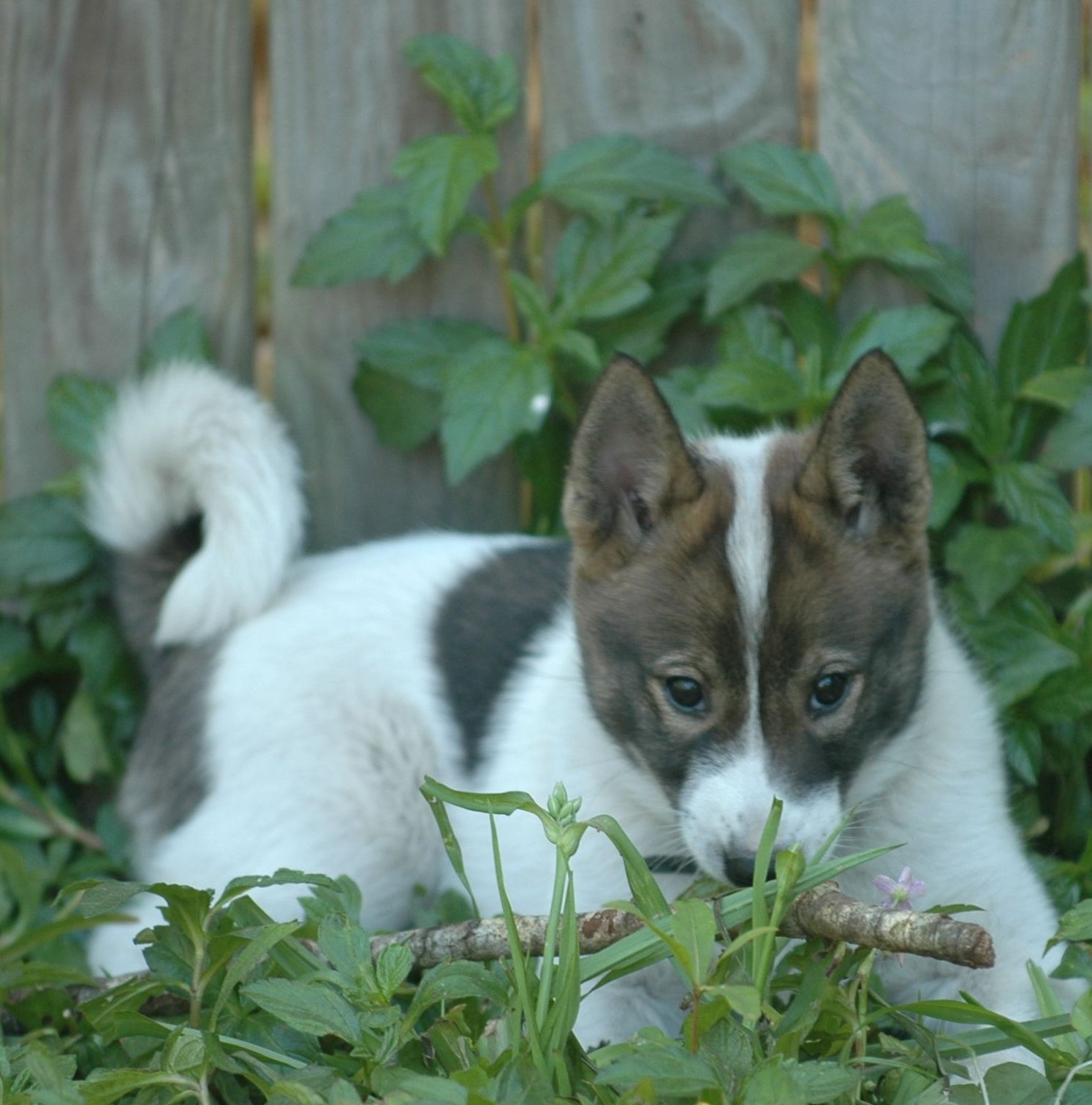
Štěně

## Historie
Západosibiřská lajka je potomek psů doprovázejících původní obyvatelstvo Sibiře v oblasti řeky Ob, Osťjaky. Na začátku 20. století vytvořili ruští kynologové první standard těchto psů a nazvaly je chantejské a mansijské lajky. V roce 1947 došlo k vytvoření nových standardů lajek a chantenské a mansijské lajky byly spojeny do jediného plemene, současný standard západosibiřské lajky pochází z roku 1952.

## Využití
Západosibiřská lajka je všestranný lovecký pes, vhodný ke stopování, vystavování i k přinášení velké i malé zvěře. Ve své domovině je používaný k lovu medvědů, losů i rysů, je vhodná též k lovu pernaté zvěře. Je použitelný též jako pes hlídací a k tahu.